# Villa Le Selve
Villa Le Selve è stata costruita nel XIV secolo nella zona collinare sopra la frazione di Porto di Mezzo, allora porto di Firenze, nel comune di Lastra a Signa.

## Storia e descrizione
Risalgono al XV secolo le prime notizie di un ampliamento dell'impianto originale per volere della famiglia Bonsi e nel XVI secolo la villa passò agli Strozzi, in seguito al matrimonio tra Giovanni Bonsi delle Ruote e Alessandra Strozzi sorella di Filippo Strozzi il Vecchio, che incaricarono Baccio D'Agnolo di ampliare la villa e conferirle quell'odierno aspetto signorile con i loggiati interni e le imponenti facciate punteggiate dalle caratteristiche finestre timpanate. Vi soggiornarono spesso nel loro periodo fiorentino Filippo Strozzi il Giovane e la moglie Clarice de' Medici, che accudirono ed educarono la nipote Caterina de' Medici futura regina di Francia. Successivamente alla disfatta del partito antimediceo venne acquistata da Chiappino Vitelli, condottiero e cavaliere che fu al servizio di Cosimo I de' Medici, per poi cederla alla famiglia Salviati che ordinarono a Bartolomeo Ammannati la ristrutturazione della facciata orientale. Quest'ultima infatti possiede un aspetto maggiormente elaborato rispetto alle altre, caratterizzato da semicolonne a capitelli ionici, le protomi leonine e la serliana. 

### Il soggiorno di Galileo Galilei
Tra il 1610 ed il 1614 Galileo Galilei fu ospite di Filippo Salviati, suo amico e accademico dei Licei, al quale dedicò le "Lettere sulle macchie solari" nel "Dialogo sopra i due massimi sistemi del Mondo", fra cui la prima e la terza scritte in villa nel 1612. Vincenzo Viviani descrisse, nel "Racconto istorico della vita di Galileo", (sulla vita pubblica e privata del maestro) le sue "scrupolosissime osservazioni intorno alle macchie solari" fatte in villa, con la tradizione vuole che Galileo scoprisse i satelliti medicei di Giove proprio qui. Durante la residenza in villa Galileo svolse molte altre attività scientifiche, e sempre lì celebrò infine la memoria di Salviati, morto nel 1614.